# Sparassidae
Sparassidae (лат.) — семейство пауков из инфраотряда аранеоморфных (Araneomorphae). Включает 1090 видов, объединяемых в 83 рода. Пауков данного семейства принято называть «Huntsman spider», что в переводе означает «ловчий» или «охотник». Данное название они получили из-за их скорости и манеры охоты на жертву. Особи более крупных размеров предпочитают места, связанные с деревьями (лес, лесопилки, деревянные лачуги). В Южной Африке распространен род так называемых «дождевых пауков». Их часто путают с пауками подсемейства Harpactirinae семейства Theraphosidae. Распространены в тропиках, единичные виды известны в Палеарктике.

## Таксономия

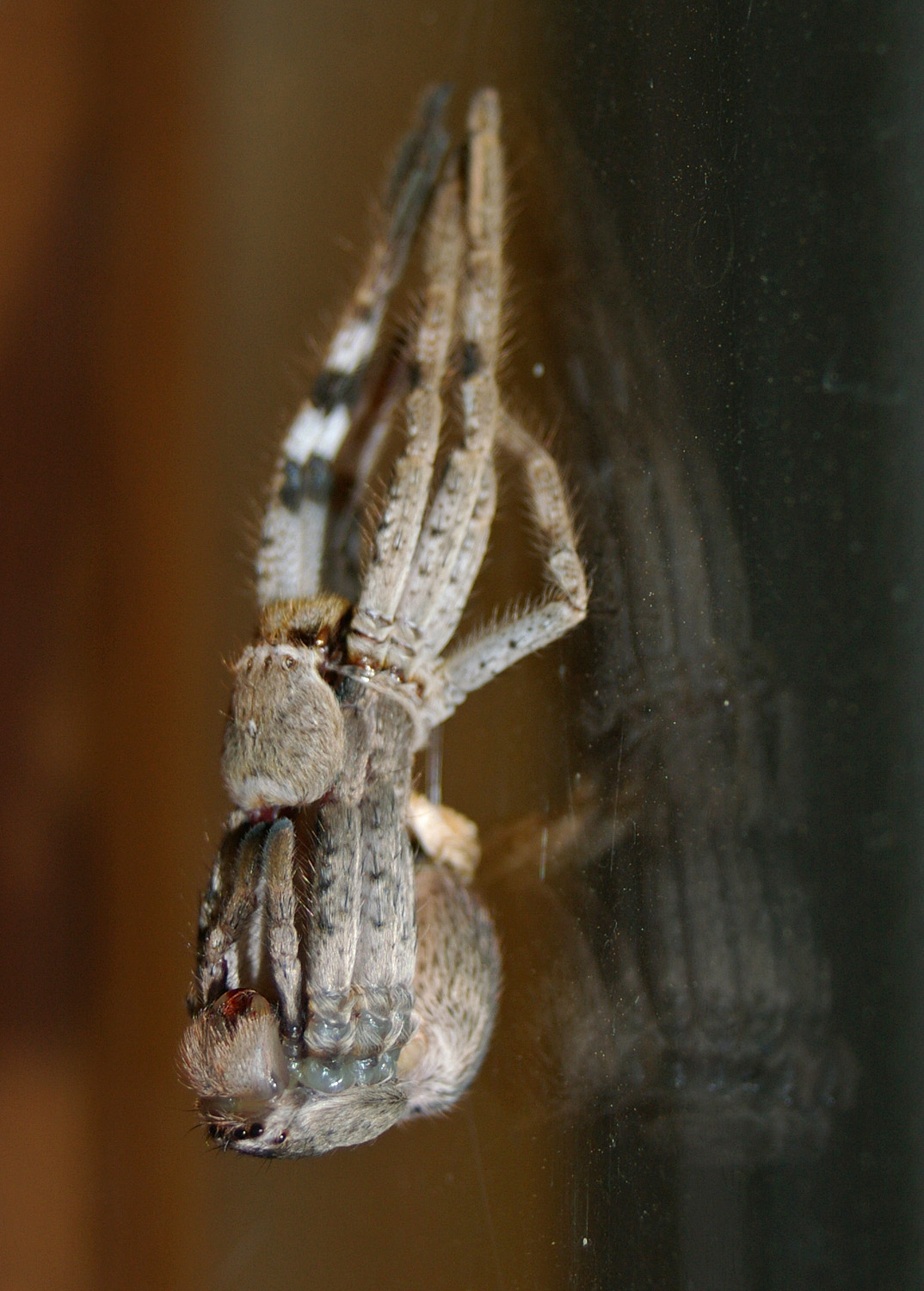
Линька Isopeda villosa

Семейство Sparassidae включает 87 родов:
- Adcatomus Karsch, 1880
- Anaptomecus Simon, 1903
- Anchonastus Simon, 1898
- Arandisa Lawrence, 1938
- Barylestis Simon, 1910
- Beregama Hirst, 1990
- Berlandia Lessert, 1921
- Bhutaniella Jäger, 2000
- Caayguara Rheims, 2010
- Carparachne Lawrence, 1962
- Cebrennus Simon, 1880
- Cerbalus Simon, 1897
- Chrosioderma Simon, 1897
- Clastes Walckenaer, 1837
- Curicaberis Rheims, 2015
- Damastes Simon, 1880
- Decaphora Franganillo, 1931
- Defectrix Petrunkevitch, 1925
- Delena Walckenaer, 1837
- Dermochrosia Mello-Leitão, 1940
- Eusparassus Simon, 1903
- Exopalystes Hogg, 1914
- Geminia Thorell, 1897
- Gnathopalystes Rainbow, 1899
- Guadana Rheims, 2010
- Heteropoda Latreille, 1804
- Holconia Thorell, 1877
- Irileka Hirst, 1998
- Isopeda L. Koch, 1875
- Isopedella Hirst, 1990
- Keilira Hirst, 1989
- Leucorchestris Lawrence, 1962
- Macrinus Simon, 1887
- Martensopoda Jäger, 2006
- May Jäger & Krehenwinkel, 2015
- Megaloremmius Simon, 1903
- Micrommata Latreille, 1804
- Microrchestris Lawrence, 1962
- Neosparassus Hogg, 1903
- Neostasina Rheims & Alayón, 2016
- Nisueta Simon, 1880
- Nolavia Kammerer, 2006
- Nonianus Simon, 1885
- Nungara Pinto & Rheims, 2016
- Olios Walckenaer, 1837
- Orchestrella Lawrence, 1965
- Origes Simon, 1897
- Paenula Simon, 1897
- Palystella Lawrence, 1928
- Palystes L. Koch, 1875
- Panaretella Lawrence, 1937
- Pandercetes L. Koch, 1875
- Parapalystes Croeser, 1996
- Pediana Simon, 1880
- Pleorotus Simon, 1898
- Polybetes Simon, 1897
- Prusias O. Pickard-Cambridge, 1892
- Prychia L. Koch, 1875
- Pseudomicrommata Järvi, 1914
- Pseudopoda Jäger, 2000[4]
- Pseudosparianthis Simon, 1887
- Quemedice Mello-Leitão, 1942
- Remmius Simon, 1897
- Rhacocnemis Simon, 1897
- Rhitymna Simon, 1897
- Sagellula Strand, 1942
- Sampaiosia Mello-Leitão, 1930
- Sarotesius Pocock, 1898
- Sinopoda Jäger, 1999[5].
- Sivalicus Dyal, 1957
- Sparianthina Banks, 1929
- Sparianthis Simon, 1880
- Spariolenus Simon, 1880
- Staianus Simon, 1889
- Stasina Simon, 1877
- Stasinoides Berland, 1922
- Stipax Simon, 1898
- Strandiellum Kolosváry, 1934
- Thelcticopis Karsch, 1884
- Thomasettia Hirst, 1911
- Thunberga Jäger, 2020
- Tibellomma Simon, 1903
- Tychicus Simon, 1880
- Typostola Simon, 1897
- Uaiuara Rheims, 2013
- Vindullus Simon, 1880
- Yiinthi Davies, 1994
- Zachria L. Koch, 1875